# Vanapagan
Vanapagan ("il vecchio pagano") e conosciuto anche come Vanatühi, ("il vecchio vuoto"), Vanakuri ("il vecchio cattivo"), Vanapoiss ("il vecchio ragazzo"), Vanasarvik ("il vecchio con le corna") e anche come Vanataat ("il vecchio padre"), è un personaggio della mitologia estone, in cui le linee maligne del Diavolo cristiano e la stupidità del male indicate dal folclore estone si sono fuse. Vanapagan è anche rappresentato come un agricoltore gigante più stupido che malevolo.

## Origine del nome
Il termine "pagan" è di origine latina e probabilmente è giunto nella lingua estone attraverso l'immigrazione tedesca avvenuta nel medioevo. La tradizione etimologica tuttavia, ha avvicinato il termine alle lingue baltiche fondendolo con altre parole presenti nell'antica lingua estone che a loro volta si sono aggiunte a "vana" (vecchio) determinando l'infinita varietà di nomi conseguenti.

## Caratterizzazione del personaggio
Vanapagan è la versione del folclore estone del tipo di orco noto a livello internazionale come il classico racconto dello stupido orco che viene classificato 1000–1199 nel metodo analitico Aarne-Thompson e che in queste storie fuoriesce dal suo servo Kaval Ants (Hans il furbo).
Tra questi racconti c'è ad esempio quello in cui Vanapagan ruba lo strumento musicale appartenente al dio del fulmine Pikne che corrisponde al tipo di racconto " L'orco ruba uno strumento del tuono (tubo, sacco ecc.)" di tipo 1148B della classificazione Aarne-Thompson.
Il fenomeno e l'interpretazione di Vanapagan sono comunque molto diversi e senza un sistema uniforme che sia stato dimostrato finora. Il Vanapagan è una figura vista negativamente a causa dell'influenza dogmatica cristiana che lo relega al dio dell'inferno in molte zone di lingua estone già a partire dal XIX secolo e lo studioso del folclore estone Eduard Laugaste commenta: "A volte è impossibile dividere il materiale relativo alle leggende di Vanapagan poiché l'influenza cristiana che avvicina il personaggio alla figura del diavolo ha distorto leggenda dal suo carattere originale".

## Nelle leggende
- Oltre a rubare lo strumento musicale del dio del fulmine Pikne, Vanapagan (citato con il nome di Vanatühi), è anche il peggior nemico di Suur Tõll (un gigante dell'isola di Saaremaa) che viene decapitato da un membro del suo esercito.
- Vanatühi a volte veste un cappello di unghie ("küüntest kübar" in estone) che lo fa diventare invisibile.
- Vanapagan ha paura dei lupi.
- Vanapagan spesso viene raggirato dal suo servo Kaval Ants (Hans il furbo) e ne paga le conseguenze.